# Jerudong International School
Jerudong International School (malaiisch Sekolah Antarabangsa Jerudong; JIS) ist eine Internats- und Tagesschule in Brunei. Die koedukative Schule hat mehr als 1680 Schüler. Davon sind etwa 200 Internatsschüler. Weniger als 50 % ihrer Schüler sind einheimische Bruneier, die Mehrheit der Schüler kommt aus 55 Ländern. Die Jerudong International School eröffnete im Januar 1997 ihre Grundschule und im Oktober desselben Jahres die weiterführende Schule. Die Schule bietet Schulbildung nach dem Britischen Bildungssystem an.
Die Angebote der Junior School erstrecken sich von der Vorschule bis zur sechsten Klasse. Die Senior School bietet das Middle Years Programme (Klassen 7, 8, 9) und das International General Certificate of Secondary Education (IGCSE) in Klasse 10 und 11 an. Nach Klasse 12 und 13 bietet sie die Advanced Levels und das IB Diploma an.
Die Schule ist verbunden mit verschiedenen britischen Schulorganisationen wie der Headmasters’ and Headmistresses’ Conference (HMC), der Federation of British International Schools in Asia (FOBISIA) und der Boarding Schools’ Association (BSA). Die Aufnahme in die Schule erfolgt nach einer Aufnahmeprüfung.

## Akkreditierung
Die Schule ist eine akkreditierte British School Overseas der Association of British Schools Overseas (AoBSOs). Die jüngste Inspektion erfolgte im Januar 2019 durch PENTA International, der Akkreditierungsgesellschaft für Ofsted in Übersee. Die Schule war die erste internationale Schule, die weltweit die Einstufung Outstanding erhielt.
Die Jerudong International School ist auch akkreditiert bei der International Baccalaureate Organization. IB World School und bietet das International Baccalaureate Diploma an.
Die Schule bietet IGCSEs und A Levels der Organisationen Cambridge International Examinations, Edexcel und AQA Education an.

## Lage
Die Jerudong International School befindet sich in Kampong Tungku im Distrikt Brunei-Muara. Das Schulgelände umfasst etwa 120 Acre (etwa 45,56 ha). Die Fächer werden in verschiedenen Schulgebäuden unterrichtet. Es gibt auch einen Waldlehrpfad.

### Junior School
Die ersten Klassen der Junior School bestehen aus Nursery (Krabbelgruppe), kindergarten und reception. Die Schule folgt dem Bildungsplan des UK Early Years Foundation Programme. Junior Years sind die Klassen 1 bis 6 (Alter der Schüler zwischen 2 und 11 Jahren).

### Senior School
Die Senior School umfasst die Middle Years (7–9) und die Upper Years mit den Abschlussklassen (10–13).
Die JIS legt ihren Schwerpunkt auf die Vorbereitung der Schüler für den Zugang zu Universitäten in Großbritannien, USA, Australien und Kanada.
2019 erreichten rund 60 % der Schüler A-Level mit A* und B Bewertungen. 35 % erreichten mehr als 40 Punkte in den International Baccalaureate, und 96 % übertrafen der Durchschnitt der weltweiten IB Diploma-Bewertungen.
| Schule        | Gruppierung  | Jahr                                  |
| ------------- | ------------ | ------------------------------------- |
| Junior School | Early Years  | Nursery                               |
| Junior School | Early Years  | Kindergarten                          |
| Junior School | Early Years  | Reception                             |
| Junior School | Junior Years | Years 1 – 6                           |
| Senior School | Middle Years | Years 7 – 9                           |
| Senior School | Upper Years  | Years 10 & 11 (IGCSE)                 |
| Senior School | Upper Years  | Years 12 & 13 (A Level or IB Diploma) |

### Schulfächer
| Fach                                                           | GCSE         | A-Levels | IB     |
| -------------------------------------------------------------- | ------------ | -------- | ------ |
| Biologie                                                       | Edexcel 4BI1 | x        | x      |
| Chemie                                                         | Edexcel 4CH1 | x        | x      |
| Physik                                                         | Edexcel 4PH1 | x        | x      |
| Sport                                                          | CIE 0413     | x        |        |
| Kunst und Design                                               | AQA 8202     | x        |        |
| Design und Technologie: Produktdesign                          | CIE 0445     | x        |        |
| Medien                                                         | AQA 8572     | x        |        |
| Drama und Theater                                              | CIE 0411     | x        | x      |
| Psychologie                                                    |              | x        | x      |
| Geschichte                                                     | Edexcel 4HI1 | x        | x      |
| Geographie                                                     | Edexcel 4GE1 | x        | x      |
| Mathematik                                                     | CIE 0580     | x        | x (SL) |
| Additional Mathematics                                         | CIE 0606     |          |        |
| Further Mathematics                                            |              | x        | x (HL) |
| Computer Science                                               | AQA 8520     | x        | x      |
| Musik                                                          | Edexcel 1MU0 | x        | x      |
| Musiktechnologie                                               |              | x        |        |
| Französisch                                                    | CIE 0520     | x        | x      |
| Spanisch                                                       | CIE 0530     | x        |        |
| Englische Literatur                                            | Edexcel 4ET0 | x        | x      |
| Englisch                                                       | Edexcel 4EA1 | x        | x      |
| IELTS                                                          |              | x        |        |
| Accounting (Rechnungswesen)                                    |              | x        |        |
| Economics (Wirtschaft)                                         | Edexcel 4EC1 | x        | x      |
| Business Studies                                               | Edexcel 4BS1 | x        |        |
| Malaisch als Fremdsprache                                      | CIE 0546     |          |        |
| Chinesisch als Fremdsprache                                    | CIE 0547     |          |        |
| Chinese First Language                                         | CIE 0509     |          |        |
| Malay First Language                                           | x            |          | x      |
| Double Science                                                 | Edexcel 4SD0 |          |        |
| Design and Technology: Food Studies (Ernährungswissenschaften) | CIE 0648     |          |        |
| French Ab Initio (Französischer Sprachzug)                     |              |          | x      |
| Environmental Systems (Umwelt)                                 |              |          | x      |
| Visual Arts (Darstellende Künste)                              |              |          | x      |

#### Ugama
Ugama ist für bruneiische Muslimische Kinder obligatorisch, welche nach dem 1. Januar 2006 geboren wurden. Die bruneiischen muslimischen Schüler besuchen das Programm von Jahr 2 bis Jahr 8, von 3,15 pm–5 pm.
Die Ugama School wurde 2005 gegründet, um bruneiischen muslimischen Schülern grundlegende religiöse Bildung zu bieten, besonders nach der Kodifizierung des Perintah Pendidikan Ugama Wajib Brunei 2012 (Gesetz zur Verpflichtenden Religiösen Erziehung in Brunei 2012). Unter diesem Gesetz ist es für bruneiische Eltern vorgeschrieben, dass die muslimischen Kinder grundlegende Religiöse Bildung erhalten. Nach Abschluss der Ugama legen die Schüler das religiöse Examen Sijil Sekolah-Sekolah Rendah Ugama (SSSRU, „Zertifikat über die Religiöse Grundausbildung“) ab. Normalerweise vollenden die Schüler Ugama im Schuljahr 8.

## Internat
JIS bietet Internatsplätze für bis zu 200 Schüler ab dem Alter von 11 Jahren. Schüler können das Internat für als Werktagsaufenthlte oder Vollzeit nutzen. Die Internatsschüler werden einem der vier Häuser zugewiesen, welche von Lehrern der Schule geleitet werden. Die Häuser der Jungen sind das Eagle House und das Ibis House. Kingfisher House und Osprey House sind für Mädchen.

## Campus

### Sports Complex
Der Sports Complex wurde im Januar 2017 eröffnet und liegt zwischen dem Hauptgebäude der Schule und den Internatsgebäuden. Es gibt zwei Mehrzweckhallen, ein Schwimmbad mit 8 Reihen, 25m-Bahnen und Fitnessraum. Es gibt auch Spielfelder für Fußball und Rugby, sowie ein anderes Schwimmbecken mit 4 Reihen und 50 m Länge.

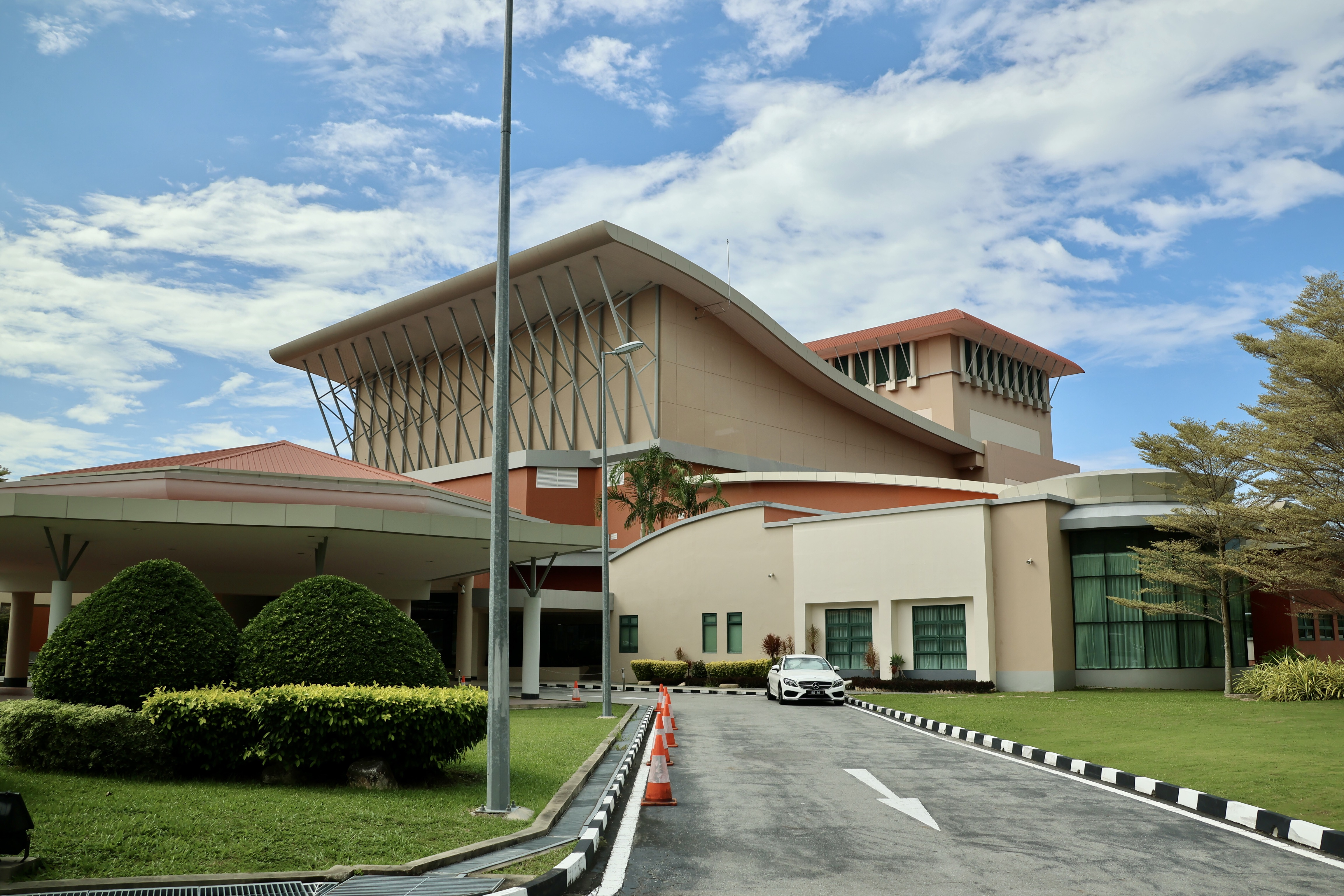
JIS Arts Centre

### Arts Centre
Das Jerudong International School Arts Centre ist ein Mehrzweckkomplex für die darstellenden Künste. Er wurde im Oktober 2011 eröffnet. Das Arts Centre umfasst ein Theater mit Plätzen für bis zu 725 Zuschauer, ein Black Box Theatre, eine Art Gallery, einen Conference Room, Orchestra Rehearsal Room, Räume für Ausstellungen, Tanzstudio und mehrerer Drama Classrooms.
Das JIS Arts Centre ist auch die Heimat des Toyota Classics Orchestra in Brunei seit 2012. 2017 besuchten Prinz Edward und Sophie (Earl and Countess of Wessex) die Schule und das Arts Centre.

## JIS Orchestra
Das JIS orchestra ist eines der wenigen Orchester in Brunei und hat schon vor verschiedenen Würdenträgern gespielt, wie zum Beispiel Kronprinz Al-Muhtadee Billah, Prinz Charles of Wales und Camilla, Duchess of Cornwall. Prinz Al-Muhtadee Billah schenkte dem JIS Orchestra einen Konzertflügel der Firma Fazioli im Wert von mehr als US$400.000.

## Alumni
- Abdul Mateen (* 1991), Mitglied der Königsfamilie von Brunei
- Anderson Lim (* 1995), Schwimmsportler[28]
- Basma Lachkar (* 2003), Wushu-Athletin[29]